# Ras Tanura

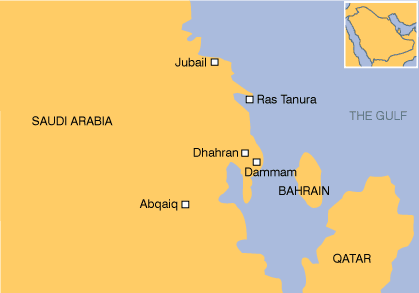
Oblast kolem Ras Tanura

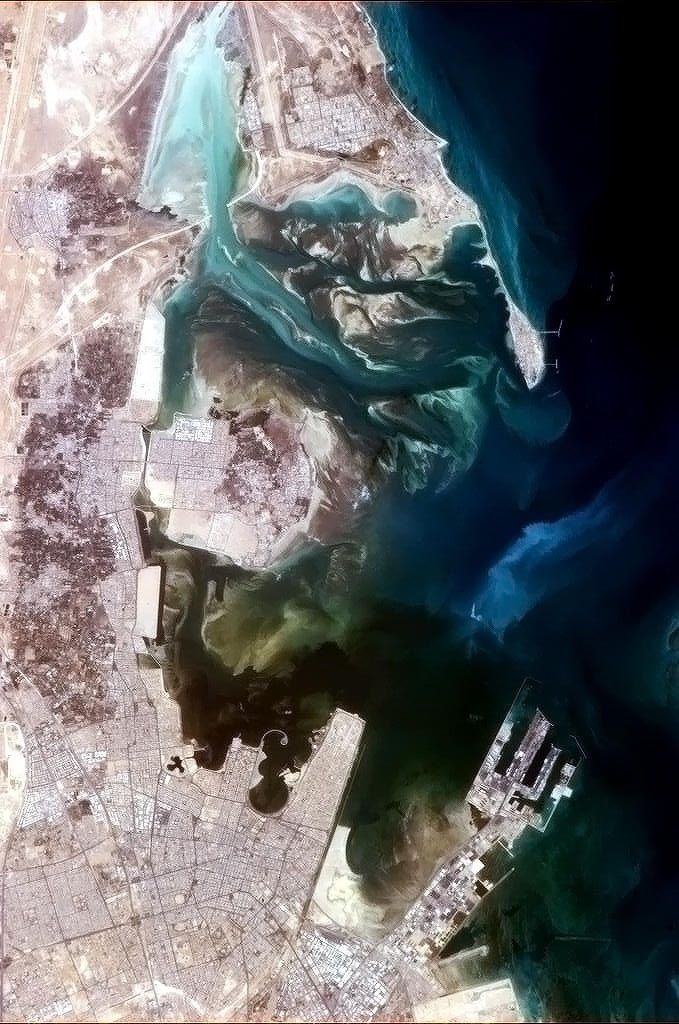
Záliv Tarut; pohled z ISS; Ras Tanura je na severu zálivu

Ras Tanura (přesněji Ra's Tannūrah, رأس تنورة‎ doslova znamenající „hrot jehlice na opékání“) je město ve východní provincii Saúdské Arábie. Nachází se na poloostrově, zasahujícího do Perského zálivu. V této oblasti žije 3200 obyvatel.

## Terminál Ras Tanura
Název Ras Tanura též označuje průmyslovou oblast dále na šelfu, která slouží jako hlavní přístav a ropný exportní terminál od saúdské společnosti Saudi Aramco, která je považována za největší ropnou společnost na světě. Protože ropné tankery potřebovaly více místa a větší hloubku vody pro kotvení v přístavu, Saudi Aramco v oblasti vybudovala několik málo umělých ostrovů pro snadnější dokování, a též mořské ropné plošiny a produkční zařízení byly vybudovány v okolních vodách, kromě Aramca též společnostmi Schlumberger a Halliburton. Poblíž Ras Tanura je situována také RAS-201 – jediná mořská ropná plošina Saudi Aramco.

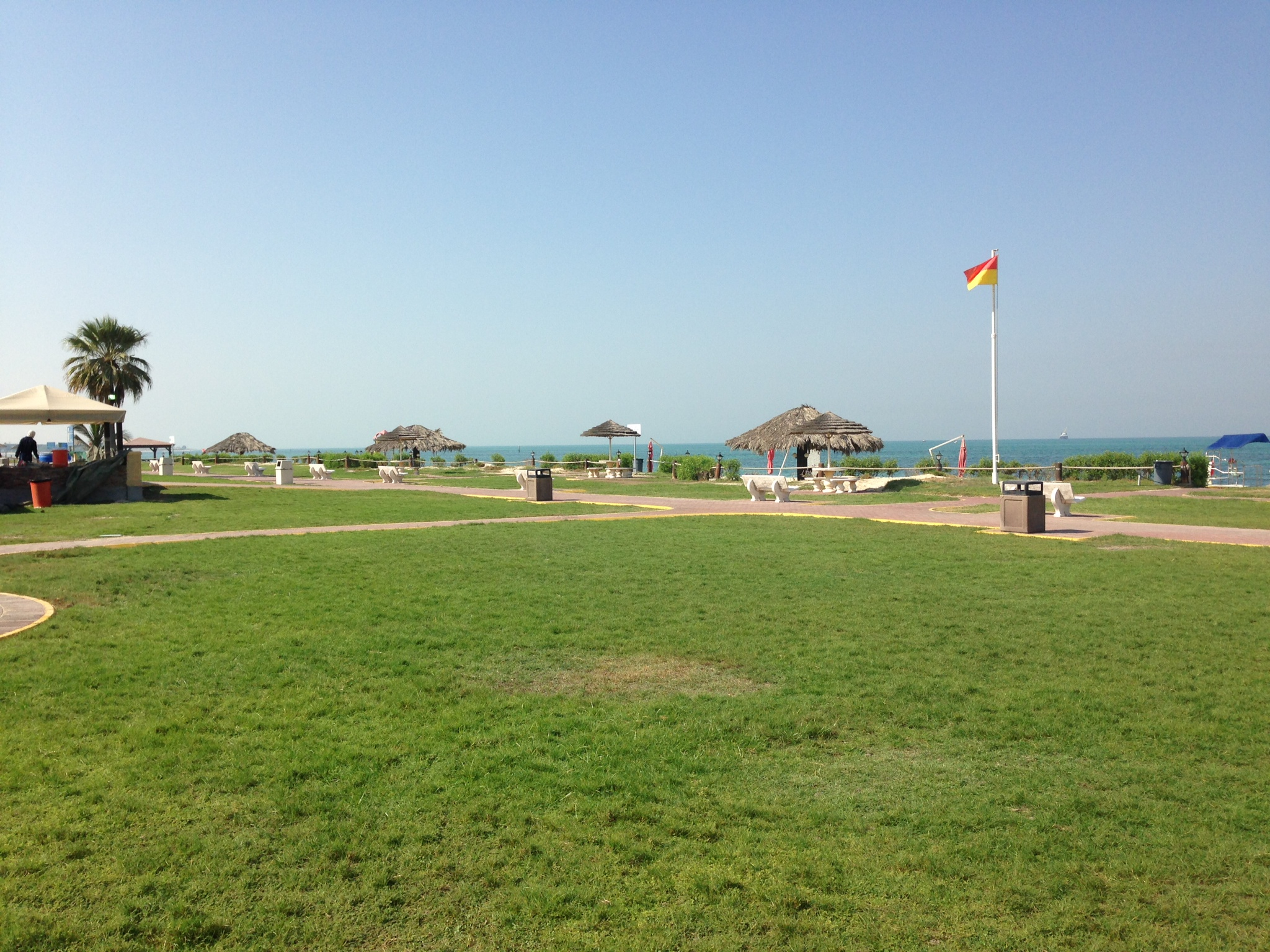
Pláž na mysu Ras Tanura

Průmyslová zóna Ras Tanura (též nazývaná Najmah) je jedna ze čtyř rezidentních oblastí Aramca, vybudovaná ve 40. letech a jediná v Perském zálivu. Tamní ropná rafinerie je obehnaná plotem a přísně střežena. Zaměstnanci zóny mohou žít uvnitř rezidentní oblasti, která je též hlídána ale méně. Zóna samotná, ve které žije menšina původních obyvatel Velké Británie a Spojených států, byla od začátku navržena tak, aby mohla těmto lidem ze západní civilizace dopřát více komfortu, který by současně nepůsobil rozruch ze strany okolního radikálního islámského prostředí.

## Význam
S exportem mezi 6–7 miliony barelů za den je Ras Tanura největším ropným terminálem a jednou z největších rafinérií světa. Je to pravděpodobně nejdůležitější místo na světě z hlediska distribuce ropy. Její případný výpadek by způsobil odstávku asi 10 % světové produkce ropy. V letech 2004 a 2006, teroristická skupina al-Kaidá pohrozila útokem na tento ropný terminál a následkem bylo zvýšení cen ropy

. Zájem o stálost dodávek byl a je takový, že byla příslušná oblast kolem poloostrova v kritické době hlídkována anglickým námořnictvem.
Ložiskový geolog Václav Cílek vyjádřil myšlenku, že „Ras Tanura je možná nejcitlivější místo současného světa.“

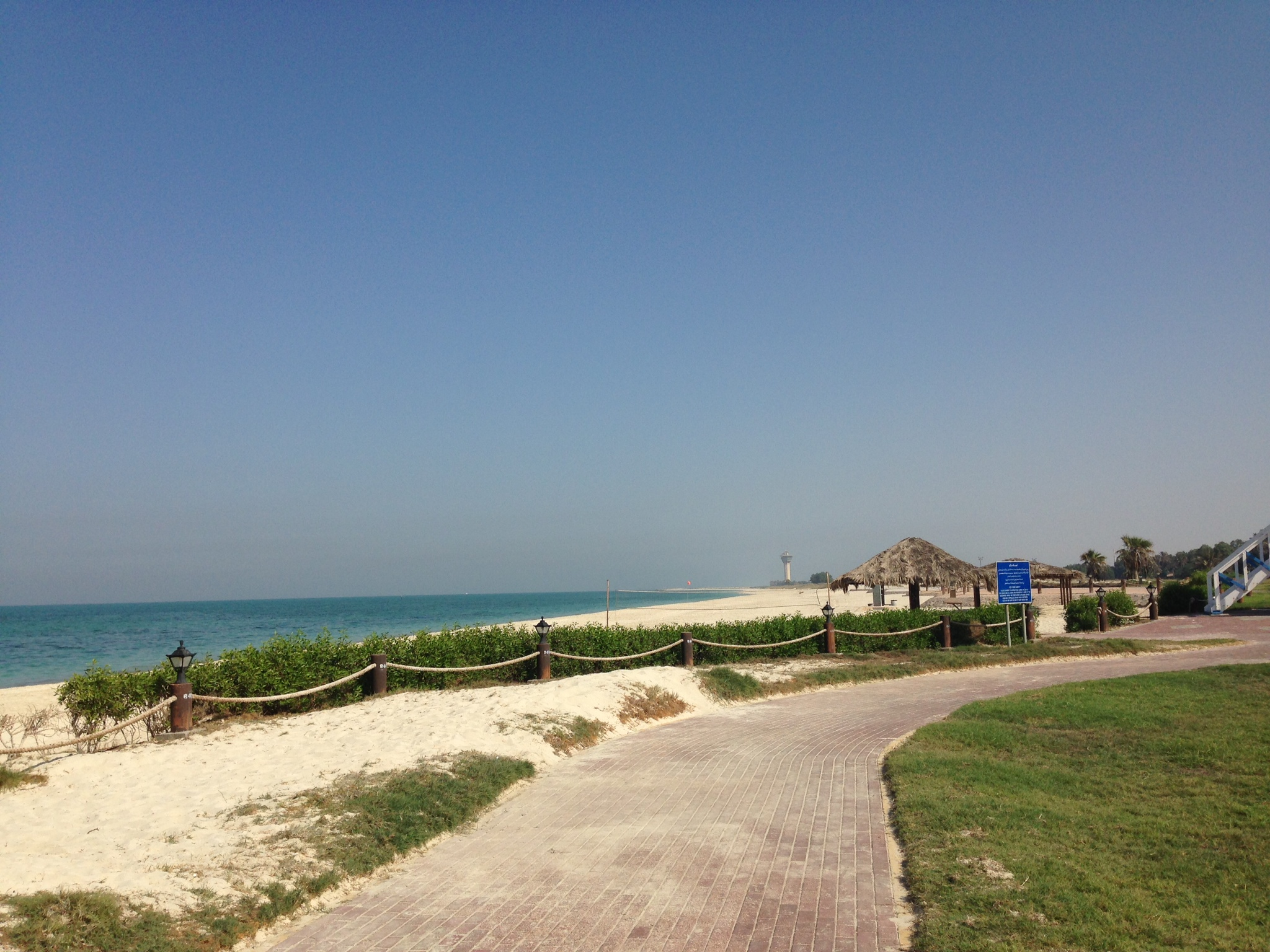
Ras Tanura - pláž